# 冬宫广场
冬宫广场（羅馬化：Dvortsovaya ploshchad）连接涅瓦大街与通往瓦西里岛的宫廷桥，是圣彼得堡的中心广场。此处发生过许多举世闻名的重要事件，例如血腥星期日和十月革命。

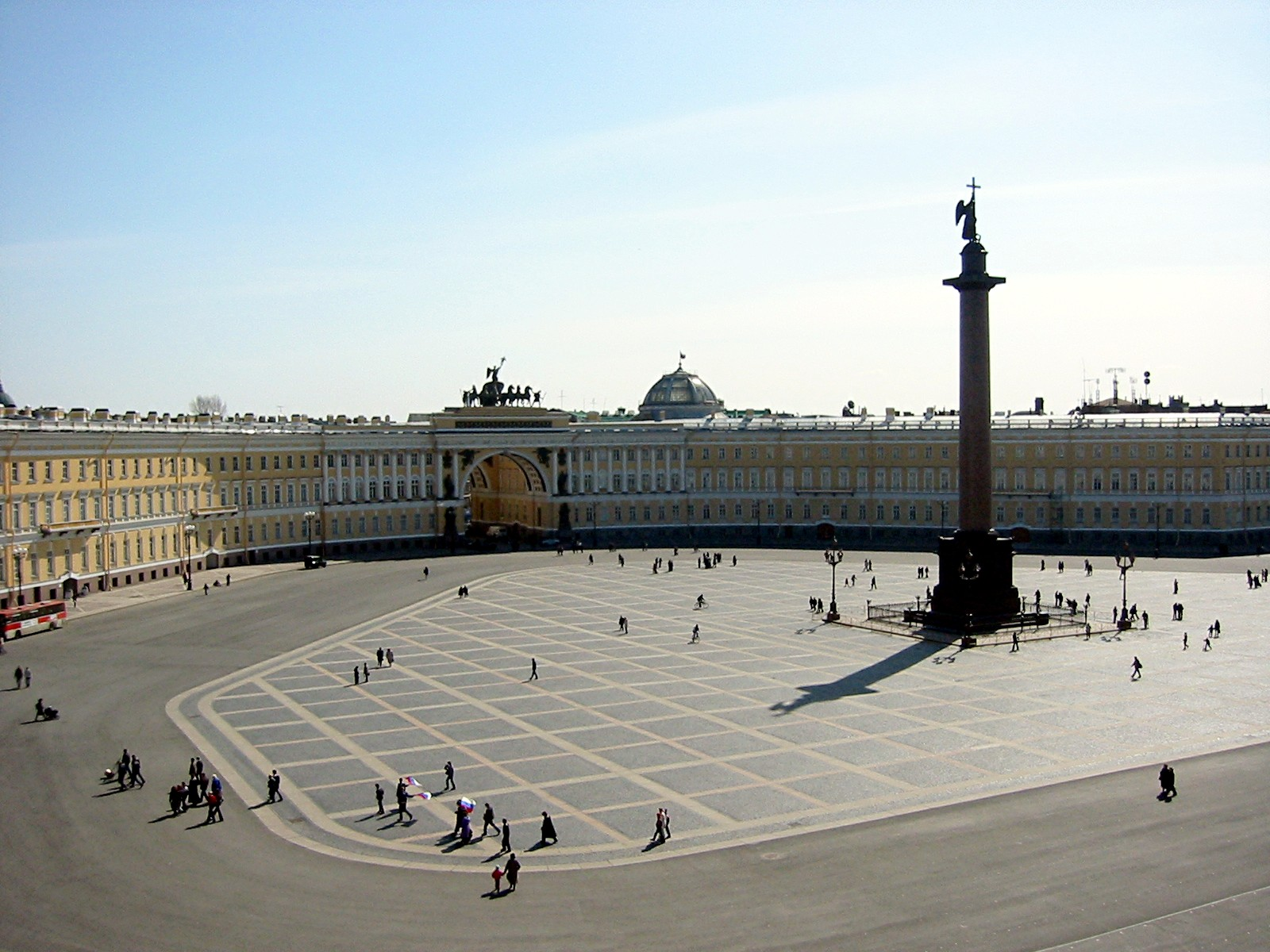
从埃尔米塔日博物馆看冬宫广场与亚历山大柱

广场上最早、最著名的建筑物就是俄国沙皇的冬宫，这是一座白色和天蓝色的巴洛克建筑，广场因此得名。虽然附近的建筑物设计为新古典主义风格，仍然在规模、韵律和纪念性方面与冬宫完全相配。
在对面，广场的南部设计为弧形（在18世纪后期）。半个世纪后，亚历山大一世执行了这些计划，使得此广场成为俄国战胜拿破仑巨大的纪念碑，委托卡罗罗西设计 帝国风格的弓型总参谋部大楼 (1819-29)，其中心为双重凯旋门，冠以罗马战车。 
广场的中心是亚历山大柱（1830年至1834年），红色的花岗岩石柱（世界上同类型最高），高47,5米，重约500吨。
广场东侧是卫队总部大楼（1837年至1843年）。西面则向海军广场开放，使得冬宫广场成为圣彼得堡广场群的一个重要组成部分。 
1918年至1944年，该广场被命名为乌里茨基广场，以纪念在此遇刺身亡的布尔什维克契卡领导人摩西·乌里茨基。